# Aderlan Leandro de Jesus Santos
Aderlan Leandro de Jesus Santos (Salgueiro, Pernambuco, 9 d'abril de 1989) és un futbolista professional brasiler que juga com a defensa central al Rio Ave.

## Carrera esportiva

### Primers anys
Santos va ingressar al planter del Salgueiro Atlético Clube el 2005, després d'haver començat a aprendre futbol a l'Escolinha de Futebol do Tête. Va debutar el 2008, jugant de manera intermitent la Série C del futbol brasiler.
L'estiu de 2010, després d'una cessió a l'Araripina Futebol Clube, Santos va marxar fora, i va fitxar pel C.D. Trofense. Hi va debutar el 29 d'agost, jugant com a titular i marcant l'únic gol del seu equip en una derrota per 1–2 a fora a la Segunda Liga contra el Gil Vicente FC.
Després que no jugués massa durant la seva primera temporada, Santos es va consolidar durant la següent, 2011–12 de la Liga de Honra, i va marcar sis gols en 28 partits, el millor resultat de la seva carrera.

### Braga
L'11 de juliol de 2012 Santos va signar un contracte per dos anys amb l'S.C. Braga, i fou assignat inicialment a l'equip B. Després d'haver estat molt protagonista amb l'equip B, va debutar amb el primer equip – i a la Primeira Liga – el 9 de març de l'any següent, jugant els 90 minuts en una victòria per 2–0 a casa contra el C.S. Marítimo.
Santos va marcar el seu primer gol a la primera categoria del futbol portuguès el 3 de maig de 2013, el segon del seu equip en una victòria per 3–2 fora de casa contra el Moreirense FC. El 25 de setembre va signar un nou contracte per cinc anys, amb una clàusula de rescissió de 20 milions d'euros, després que el Braga refusés una oferta de tres milions de l'Stade Rennais FC.
Santos fou titular indiscutible durant les següents dues temporades, i va cridar l'atenció de molts clubs, un d'ells l'AS Monaco FC.

### València
El 27 d'agost de 2015, Santos va signar un contracte de cinc anys amb el València CF per un traspàs de 9.5 milions d'euros. Va jugar per primer cop un partit a La Liga el 22 de setembre, quan disputà els 90 minuts en una derrota per 0–1 fora de casa contra el RCD Espanyol.

## Palmarès
Braga
- Taça da Liga: 2012–13